# Komedie o Felsenburkovi
Komedie o Felsenburkovi, slavném rytíři, zkráceně jen Felsenburk (z něm. Felsenburg, skalní hrad) je české selské (neboli sousedské či lidové) drama z Podkrkonoší. Podle knížky lidového čtení Rytíř Felsenburk, aneb: Vysvoboditel dvanácti duchů zaklených (známé z českých i německých tisků), kterou upravil a doplnil několika zpěvy, ji v prosinci 1834 napsal "tkadlec a spolu voják" Josef Kramář z Pasek nad Jizerou. V nové době vyšla v edici Sousedské divadlo českého obrození (sestavila Ludmila Sochorová, Odeon 1987). Hru charakterizuje šroubovanost jazyka a určité logické nedokonalosti výstavby děje (např. v rozhovoru poustevníka s Felsenburkem) stejně jako šablonovitost psychologie postav; hlavním cílem hry bylo publikum pobavit. První známé nastudování v moderní době předvedli studenti Pedagogické fakulty Univerzity Karlovy 20. dubna 2010, první repríza hry se uskutečnila 6. června 2010 v Památníku národního písemnictví na Strahově.

## Děj
Hlavní hrdina rytíř Felsenburk se uchází o ruku Klárky, dcery hraběte Waldhaima. Aby si ji zasloužil, musí, spolu se svým sluhou Konrádem, strávit tři noci ve strašidelném hradu a osvobodit tam zakleté duchy. Hrou provází opovědník (jakýsi komentátor, průvodce; u Jungmanna německy Anmelder) a blázen (hansvuřt).